# 玉龙拉拉藤
玉龙拉拉藤（学名：Galium baldensiforme）为茜草科拉拉藤属下的一个种。

## 扩展阅读
維基物種上的相關：玉龙拉拉藤